# 诺伊豪斯
诺伊豪斯是德国下萨克森州的一个市镇。总面积9.86平方公里，总人口1150人，其中男性585人，女性565人（2011年12月31日），人口密度117人/平方公里。